# Dicallaneura fulgurata
Dicallaneura fulgurata är en fjärilsart som beskrevs av Grose-smith 1901. Dicallaneura fulgurata ingår i släktet Dicallaneura och familjen Riodinidae. Inga underarter finns listade i Catalogue of Life.